# Skuhrov, Beroun
Skuhrov là một làng thuộc huyện Beroun, vùng Středočeský, Cộng hòa Séc.